# FIFA 18
FIFA 18 este un joc video de simulare a fotbalului, dezvoltat de EA Vancouver și EA România, ca parte a seriei FIFA Electronic Arts. Jocul a fost anunțat pe 10 iunie 2017 la conferința de presă E3 2017 și a fost lansat pe 29 septembrie pentru PlayStation 4, Play Station 3, Xbox 360, Xbox One, Nintedo Switch și Microsoft Windows. Este al 25-lea joc din seria FIFA. Fotbalistul portughez Cristiano Ronaldo apare pe coperta Standard Edition, iar brazilianul Ronaldo apare pe coperta Icon Edition a jocului.
FIFA 18 este al doilea joc FIFA care folosește motorul Frostbite 3, dar unele versiuni conțin un alt motor. Versiunile PlayStation 4, Microsoft Windows și Xbox One includ continuarea The Journey, un mod bazat pe o poveste care a fost inițial în FIFA 17, intitulat The Journey: Hunter Returns.

## The Journey: Hunter Returns
Modul bazat pe poveste, care a fost prima oară în FIFA 17, se reîntoarce în FIFA 18 cu Alex Hunter ca fotbalst cunoscut, care dorește să-și facă cariera pe un plan mai dezvoltat, să plece din Premier League și să ajungă la un club mare, chiar și la Real Madrid. A încercat să meargă acolo, dar nu a reușit. În această poveste apar: Deciziile cheie, customizarea lui Hunter, Kim Hunter, sora lui Alex, cariera lui Danny Williams, jucarea cu prietenii, plecarea din Premier League, o leziune în ianuarie, capitolele, obiectivele capitolelor, recompensele capitolelor etc. 

### Povestea
Hunter începe povestea cu un meci contra unor copii. Unul dintre copii era cel care i-a cerut autograful în FIFA 17, în ianuarie 2017. Apoi, Hunter merge pe 17 iulie pentru un antrenament, direct în meci sau alte antrenamente. Apoi, vine un interviu cu Rio Ferdinand, pe care îl vei avea în FIFA Ultimate Team 18 dacă închei capitolul (capitolul se va încheia la începutul lui August), și vine marele meci cu Real Madrid, când Cristiano Ronaldo îi cere lui Hunter să vină la Real. Apoi, vine un meci pe 13 august 2017 în Premier League. După acest joc, Michael, agentul lui Alex, îi spune că Atletico, PSG, Bayern și chiar Real Madrid ar fi interesate de el, iar Hunter trimite o cerere de transfer. Înainte de al-2-lea joc, Toro Gallo îl avertizează pe Alex. Acesta își pierde încrederea în el. Apoi, înainte de al-3-lea meci, când Hunter încă se antrena, era huiduit de toată galeria echipei, și venea pe teren cu câteva minute după pauză la scorul de 0-3  pentru adversari. Obiectivul era să revii la cel puțin 3-3. După meci, Hunter și Michael Taylor doresc să finalizeze transferul. La Susan, Alex este dat afară de la echipă, antrenându-se cu echipa de tineret. Iar dacă dorește să plece, trebuie ca echipa la care va ajunge să nu fie din Europa. Apoi, marea decizie cheie și singura a capitolului este să decizi dacă îl păstrezi pe Michael sau nu. Chiar după 2-3 minute, tatăl lui Alex îl sună și salvarea LA Galaxy vine. Este surprinzător că Alex și-a găsit un club, a avut noroc că tatăl lui lucra la o echipă care nu era din Europa. Acesta trebuie să ducă echipa în play-off, altfel va începe de la o salvare anterioară sau din aceeași săptămână. După sezonul din MLS, unde Alex o întâlnește pe Kim (sora vitregă al lui Alex) și ea chiar joacă un meci cu Germania, intrând pe teren la 0-2, Alex merge la unul dintre cluburile spuse de Michael, în afară de Real Madrid, adică PSG, Bayern și Atletico Madrid. Acolo este manager Dino, cel cu clubul din Championship în FIFA 17. Dar, după al-3-lea meci, vești deloc bune: Alex se accidentează și va lipsi până în martie. O accidentare inevitabilă, dacă nu intri în partidă din motivul că nu ai jucat bine, la finalul meciului va fi scena când Alex va fi accidentat, ca și cum ar intra pe teren și ar cădea pur și simplu. Jocul vine la Danny, care joacă un meci de Premier League. Apoi, va alege dacă își continuă Journey-ul până când Alex își va reveni (în martie), sau dacă îl lasă pur și simplu să eșueze. Dacă optezi să joci, vei avea multe meciuri în EFL Cup, bineînțeles, pentru că dacă joci până în martie, nu poți avea timp și pentru FA Cup. Apoi Alex revine și vede că Dino este în pericol să fie dat afară, și trebuie să câștige cupa sau să fie pe poziție bună în ligă. Ar fi de preferat ca Alex să-i salveze locul de muncă, pentru că ar lua o pereche de adidași Nemeziz 17.0 Ocean Storm. La sfârșitul capitolului, o agentă Beatriz Villanova îl sună pe Alex spunându-i că va fi jucătorul lui Real Madrid din FIFA 19.

## Legături externe
- FIFA 18 la Mobygames

1. ↑  ESRB rating database, accesat în 31 august 2022